# 韦斯特雷姆
韦斯特雷姆（法語：Westrehem，法語發音：[wɛstʁ(ə)ɛm]）是法国上法蘭西大區加来海峡省的一个市镇，属于贝蒂讷区。

## 地理
韦斯特雷姆（50°32'42"N, 2°20'43"E）面积2.97 平方千米，位于法国上法蘭西大區加来海峡省，该省份为法国北部沿海省份，西北濒北海，南至索姆省，东临北部省。
与韦斯特雷姆接壤的市镇（或旧市镇、城区）包括：利尼莱艾尔、欧希欧布瓦、费万帕法尔、方丹莱埃尔芒、内东谢勒。
韦斯特雷姆的时区为UTC+01:00、UTC+02:00（夏令时）。

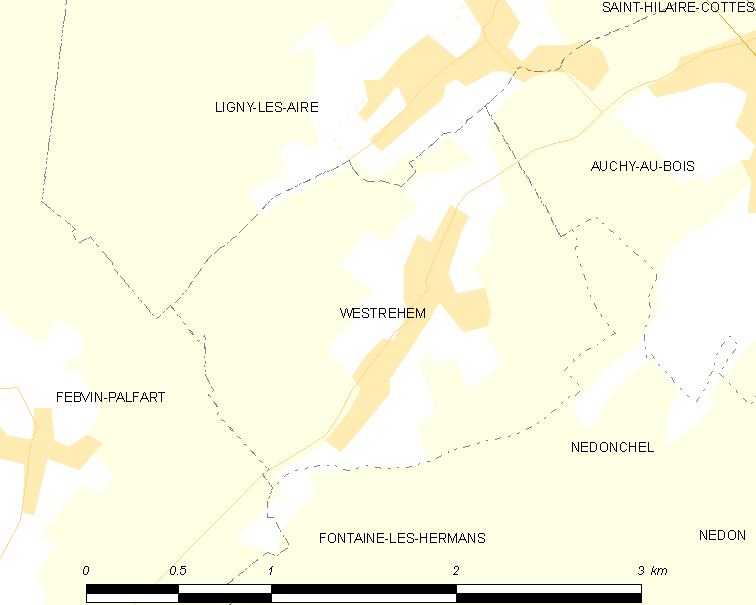
韦斯特雷姆的OSM定位图

## 行政
韦斯特雷姆的邮政编码为62960，INSEE市镇编码为62885。

## 政治
韦斯特雷姆所属的省级选区为利莱尔县。

## 人口

1962-2008年间韦斯特雷姆人口变化图示

韦斯特雷姆于2022年1月1日时的人口数量为248人。